# Nancy Norman
Nancy Norman (Geburtsname: Florence Berman, * 23. April 1925 in Los Angeles, Kalifornien; † 27. Mai 2024 in Beverly Hills) war eine amerikanische Sängerin.

## Leben
Norman studierte Gesang an der Roosevelt High School und sang zunächst mit einem Swingorchester unter Edmundo Martinez Tostado. In dieser Zeit erfuhr Norman, dass der Bigbandleiter Sammy Kaye der „Swing and Sway big band“ einen Wettbewerb in Los Angeles veranstaltete. Sie nahm teil an dem Wettbewerb „Who Wants to Sing With the Band“ und Kaye war so beeindruckt von Norman, dass er sie unmittelbar als eine seiner „girl singers“ in die Band aufnahm. „Little Nancy Norman“ war ein kleines Mädchen mit einer Größe von 150 cm (4’11”) und kaum 45 kg Gewicht. Sie war auch erst 16 Jahre alt und musste auf ihren Reisen mit dem Orchester von ihrer Mutter begleitet werden, und auch zurück nach New York City.
Norman war Kayes Leadsängerin von 1942 bis 1945. Mit ihr hatte die Band einige Hits, unter anderem 1940 „Chickery Chick“, „Saturday Night (Is the Loneliest Night of the Week)“ und „There Will Never Be Another You“. Norman hatte laut dem Billboard-Magazin drei Songs in den Top 10 der Top Jukebox played Songs. „Chickery Chick“ war 1945 viereinhalb Monate in den Charts und einen Monat an der Spitze der Charts. Norman sang auch einige klassische Lieder („You’ll Never Know“ und „As Time Goes By“). Mit dem Sammy Kaye Orchestra spielte sie in allen Teilen der Vereinigten Staaten, inklusive New York City, Los Angeles, Chicago und Philadelphia.

## Familie
1948 heiratete Norman den Sänger Dick Brown. Sie heiratete Robert Jacobs 1949 und zog nach Beverly Hills, Kalifornien. Im August 2020 lebte sie noch in Los Angeles im selben Haus, welches sie und ihr Mann kurz nach der Hochzeit gebaut hatten. Sie hatte drei Kinder und starb am 27. Mai 2024 in Beverly Hills.